# Jean Depassio
François Jean Depassio (* 25. Juli 1855 in Lyon; † 12. April 1925 ebenda) war ein französischer Sportschütze.

## Karriere
Depassio begann seine Karriere im Sportschießen zunächst bei Weltmeisterschaften – so sicherte er sich 1905 in Brüssel sowie 1907 in Zürich jeweils die Bronzemedaille mit der Mannschaft in der Disziplin Freie Pistole. 1908 nahm er an den Olympischen Spielen in London teil. Hier erreichte er im Wettbewerb mit der Pistole über 50 Yards Rang 22. Mit der französischen Mannschaft platzierte er sich im Mannschaftswettbewerb über 50 Yards mit der Freien Pistole auf dem vierten Rang.